# Mandjelia nuganuga
Mandjelia nuganuga là một loài nhện trong họ Barychelidae. Loài này phân bố ờ Queensland.